# Crassula dodii
Crassula dodii (лат.) — вид однолетних растений рода Толстянка (Crassula) семейства Толстянковые (Crassulaceae), естественно произрастающий на территории Капской провинции Южно-Африканской Республики.

## Название
Родовое латинское название Crassula происходит от латинского слова crassus, — «толстый», в основном из-за присутствия у растений этого рода сочных листьев.
Видовой латинский эпитет dodii дан в честь Энтони Уолли-Дода (англ. Anthony H. Wolley-Dod, 1861–1948), британского солдата и ботанического коллекционера в Южной Африке.

## Ботаническое описание
Однолетники характеризуются полегающими, реже распростертыми ветвями длиной 10-50 мм, голыми, с нижними листьями, обычно сгруппированными по четыре. Листья обладают черешком длиной до 3 мм, преимущественно прикорневыми; их пластинка, варьирующая от яйцевидной до эллиптической, имеет размеры 2-4 х 2-3 мм, тупую форму, голую поверхность, уплощенную в дорзивентральном направлении, иногда слегка выпуклую на верхней стороне, и слегка мясистую структуру, от зеленого до коричневого цвета.
Соцветие представляет собой тирс с одним или несколькими дихазиями, с цветоножками и четырехчленными цветками. Чашечка состоит из долей с ланцетной формой, примерно 1,5 мм в длину, тупыми или слегка острыми, мясистыми, окрашенными от зеленого до коричневого цвета. Венчик более или менее чашевидный, у основания едва сросшийся, белый; доли продолговато-эллиптические, 1,4-1,7 мм в длину, тупо острые, раскидистые. Тычинки с желтыми пыльниками. Чешуйки продолговато-клиновидные, размерами 0,3-0,5 х 0,1-0,3 мм, усеченные, постепенно суженные книзу, слегка мясистые, окрашенные в белый цвет. Семена в количестве 8-12 выходят через апикальную пору листовки. Подобно Crassula oblanceolata, но отличаются тем, что нижние листья собраны в грозди по 4 штуки.

## Распространение и экология
Этот малоизвестный вид был зарегистрирован в двух центрах Капской провинции, вблизи Фанрейнсдорпа и между Матьесфонтейном и Каледоном. В настоящее время две формы можно различить по вытянутым цветоножкам и менее выраженно суженным чешуйкам у северной формы. Вид, однако, встречается крайне редко, и делать окончательные выводы следует с осторожностью, особенно учитывая, что промежуточные формы могут быть обнаружены в слабоисследованных восточных склонах юго-западных Капских гор.
Преимущественно произрастает во влажных депрессиях, развиваясь в грязи сезонных влажных понижений. Влажные депрессии характерны для его местообитания.

## Таксономия
Crassula dodii Schönland & Baker f., первое упоминание в J. Bot. 36: 372 (1898).

### Синонимы
- Crassula lambertiana Schönland & Baker f.
- Crassula tenuis Wolley-Dod
- Crassula tenuis sensu Adamson non Wolley Dod